# تاشا وو
تاشا وو (انگلیسی: Tasha Voux؛ زاده ۱۳ ژانویهٔ ۱۹۵۸) یک بازیگر پورنوگرافی است.